# Marie z Antiochie
Marie z Antiochie (zemřela po 10. prosinci 1307 hrad Canosa) byla uchazečkou o jeruzalémský trůn. Svůj údajný nárok prodala sicilskému králi Karlovi z Anjou.

## Život
Marie byla dcerou antiochijského knížete Bohemunda IV. a jeho druhé choti Melisendy, dcery Isabely Jeruzalémské a kyperského krále Amauryho. Po smrti posledního štaufského jeruzalémského krále Konradina u popravčího špalku měl Jeruzalém připadnout dosavadnímu regentovi kyperskému králi Hugovi III., který svůj původ odvozoval od své babičky Alice, dcery královny Isabely.
Kněžna Marie jako vnučka královny Isabely získala podporu templářů a začala se snažit o prosazení svého nároku na jeruzalémský trůn. Odvolávala se na svůj původ, který měl být dle jejího názoru právoplatnější než původ jejího synovce Huga. Soud Marii nevyhověl a ona se na protest v den Hugovy korunovace vydala do Říma prosadit svou při. Za pomoci papežské kurie a papeže Řehoře X. se vysněné koruny sice nedočkala, ale svůj dědický nárok v březnu roku 1277 prodala ctižádostivému sicilskému králi Karlovi. Získala od něj krom jiného 4000 tourských livrů ročně jako rentu. Zemřela po roce 1307.